# Amade ibne Issa Axaibani
Amade ibne Issa Axaibani (em árabe: أحمد بن عيسى الشيباني; romaniz.: Ahmad ibn Isa ax-Xaibani; m. 898) foi um líder árabe dos xaibanitas. Em 882/883, sucedeu seu pai, Issa ibne Axeique, como o governante virtualmente independente de Diar Baquir, e logo também expandiu seu controle por partes do sul da Armênia. Ele adquiriu controle sobre Moçul em 891/892, mas ao ser enfrentado pelo ressurgente Califado Abássida, foi privado da cidade e forçado a uma posição de vassalagem pelo califa Almutâmide (r. 892–902). Logo após sua morte em 898, o califa privou seu filho e herdeiro, Maomé, dos últimos territórios remanescentes sob controle da família.

## Vida

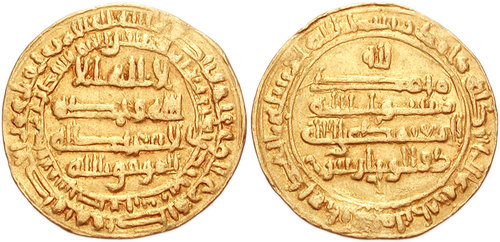
Dinar de ouro do califa Almutâmide r.

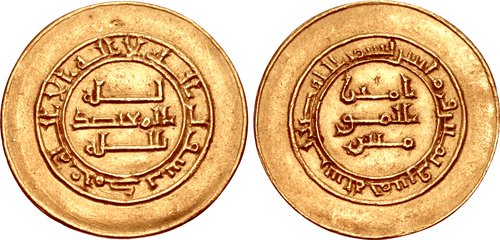
Dinar de ouro de Almutadide r.

Amade foi o filho de Issa ibne Axeique Axaibani. Nos anos 860, explorando o tumulto da "Anarquia em Samarra", que paralisou o Califado Abássida e encorajou o separatismo nas províncias, Issa fez-se por um curto tempo mestre de um Estado beduíno de facto independente na Palestina. Posteriormente, foi compelido a deixar a Palestina e assumir o governo da Armênia, mas incapaz de impor sua autoridade contra os príncipes locais, ele abandou a província em 878 e retornou para sua nativa Jazira (Mesopotâmia Superior). Lá, estabeleceu-se como governante de Diar Baquir, com Amida como sua capital.
Com a morte de Issa em 882/883, Amade sucedeu-o. Um homem ambicioso, usou sua posição como governador virtualmente independente de Diar Baquir para estender sua influência pelo resto da Jazira e para norte em direção a Armênia. Embora ao contrário de seu pai, ele manteve nenhum posto oficial em nome do califado na Armênia, e em 887 foi enviado pelo califa Almutâmide para conferir a coroa real ao príncipe bagrátida Asócio I, o Grande (r. 856–890), estabelecendo assim um reino armênio praticamente independente.
Na Jazira, como seu pai antes dele, Amade opôs-se ao governante turco de Moçul, Ixaque ibne Cundajique, que havia sido reconhecido pelo califa como governador da Jazira. Foi apenas após a morte de ibne Cundajique em 891/892 que Amade conseguiu expandir seus domínios, tomando Mardin e posteriormente Moçul, expulsando Maomé, filho de ibne Cundajique. Seu sucesso não durou muito, pois em 893, o enérgico novo califa abássida Almutadide (r. 892–902) fez campanha na Jazira e colocou Moçul sob a administração califal direta, limitando os xaibanitas para sua província original de Diar Baquir. Tendo em vista o ressurgimento do poder abássida sob Almutamide, Amade esforçou-se para ganhar o favor do califa para assegurar sua posição. Assim, a pedido do califa, enviou o tesouro de ibne Cundajique para Baguedade e incluiu muitos presentes seus, bem como um rebelde carijita por ele capturado. O primo e panegirista de Almutadide, Abedalá ibne Almutaz, celebrando a submissão de Amade e afirmou que ele "contemplou cruzar o território bizantino e tornar-se um cristão", mas Marius Canard considera a afirmação duvidosa.

Mapa da Jazira (Mesopotâmia Superior) com suas províncias no começo do período medieval

Oriente Médio e Cáucaso entre 884-962

Na direção da Armênia, Amade começou a expandir-se em 890: aprisionou Abu Almagra ibne Muça ibne Zurara, o emir de Arzanena ao sul da Armênia, que esteve relacionado com os bagrátidas e mesmo secretamente tornou-se um cristão, e anexou o território dele ao seu. Tomando vantagem da guerra entre o sucessor de Asócio I, Simbácio I (r. 890–914) e o sájida Maomé Alafexim (r. 889/890–901), Amade lançou uma invasão ao Principado de Taraunitis, capturando Sassúnia. Após a morte do príncipe Davi, Amade projetou a morte do sobrinho e sucessor dele, Gurgenes, e conseguiu tomar o principado todo (895 ou começo de 896).
Como os príncipes de Taraunitis eram membros da casa bagrátida real, esta ação envolveu Amade num conflito direto com o rei Simbácio I, que agora requisitou que o emir chaibanita saísse de Taraunitis, em troca da asseguração de sua nomeação como governador representativo do califa na Armênia. Amade recusou, e Simbácio organizou um exército enorme (relatadamente 60 000 ou mesmo 100 000 homens segundo as fontes medievais) para marchar contra ele. A campanha de Simbácio falhou, contudo, devido a traição de seu sobrinho Cacício Abu Maruane Arzerúnio, regente de Vaspuracânia: o exército de Simbácio dependia de Cacício como seu guia, e ele liderou-os deliberadamente através de vias difíceis sobre as montanhas, para que quando chegaram em Taraunitis, o exército armênio estivesse exausto. Com Cacício trabalhando para minar a moral dos soldados, o exército real foi quase destruído na batalha subsequente, e o rei Simbácio conseguiu escapar por pouco.
Amade faleceu em 898, e foi sucedido por seu filho, Maomé, que governou brevemente até, no ano seguinte, Almutamide acabar com o governo chaibanita e colocar Diar Baquir sob sua administração direta. Em Taraunitis, o poder foi tomado por um primo do falecido príncipe Gurgenes, Gregório I (r. 896/98–923/936).

## Legado
Como "governantes por usurpação" (ʿalā sabīl al-taghallub), Amade e seu pai são julgados severamente por historiadores muçulmanos contemporâneos, mas segundo M. Canard "no conturbado período no qual estes árabes mesopotâmios viveram, eles não eram piores em comportamento que os outros soldados de fortuna no regime abássida". Como todos os xaibânidas, contudo, Issa e Amade também foram estimados pela qualidade de sua poesia árabe. O historiador Almaçudi também escreveu um detalhado relato da vida de Amade em seu Akhbar al-zaman, agora perdido.